# Amnesicoma nuncupata
Amnesicoma nuncupata är en fjärilsart som beskrevs av Rudolf Püngeler 1909. Amnesicoma nuncupata ingår i släktet Amnesicoma och familjen mätare. Inga underarter finns listade i Catalogue of Life.